# رنی اوکانر
رنی اوکانر (انگلیسی: Evelyn Renee O'Connor؛ زاده ۱۵ فوریهٔ ۱۹۷۱) یک هنرپیشه، کارگردان فیلم و اهل تهیه‌کننده ایالات متحده آمریکا است. وی از سال ۱۹۸۹ میلادی تاکنون مشغول فعالیت بوده‌است.

## فیلم‌شناسی
- زینا: شاهدخت جنگجو
- موبی‌دیک